# Víctor García San Inocencio
Para otras personas llamadas Víctor García, véase Víctor García (desambiguación).
Víctor García San Inocencio (San Juan, 6 de febrero de 1958) es un abogado y líder independentista puertorriqueño. García San Inocencio fue  Portavoz de la Minoría del Partido Independentista Puertorriqueño en la Cámara de Representantes de Puerto Rico.

## Biografía
Víctor García San Inocencio nació el 6 de febrero de 1958 en Santurce, San Juan, Puerto Rico. Cursó sus primeros años universitarios en la Universidad de Puerto Rico, donde obtuvo su Bachillerato en Ciencias Sociales; fue en la Facultad de Derecho de esta institución donde obtuvo su Juris Doctor. Durante su trayectoria estudiantil perteneció al Consejo General de Estudiantes, la Junta Universitaria y el Senado Académico, además de ser miembro fundador de la Asociación Nacional de Estudiantes de Derecho y del Comité en Defensa de los Derechos del Ciudadano Puertorriqueño. Posteriormente el futuro representante realizó sus estudios graduados en Salud Pública.
En su juventud temprana fue miembro de la Juventud Estadista del Partido Nuevo Progresista. Abandona luego dicha colectividad y pasa a ser miembro del Partido Independentista Puertorriqueño. Comenzó su práctica legal a partir del 1981 y desde ese entonces ha participado en litigios contra el Estado Libre Asociado en pos de la reivindicación de Derechos Constitucionales; obteniendo la distinción de ser miembro de la Junta Editora de la Revista del Colegio de Abogados de Puerto Rico y colaborador del Instituto Puertorriqueño de Derechos Civiles.
Durante su carrera política, San Inocencio fue candidato por el PIP ha comisionado residente de Puerto Rico en Washington D. C. en 1992. En 1996 se postuló como candidato a la Cámara de Representantes de Puerto Rico, obteniendo la elección. Lo mismo ocurrió durante las elecciones generales del 2000 y 2004. Además, se desempeña en el Partido Independentista Puertorriqueño como Secretario de Asuntos Legislativos y Comunicaciones.

## Votos obtenidos
Como candidato a Comisionado Residente de Puerto Rico en Washington:
- 1992 - 63,472 votos

Como candidato a representante por acumulación:
- 1996 - 140,964 votos
- 2000 - 225,000 votos[2]
- 2004 - 185,000 votos[3]